# Église Saint-Alexandre-Nevski de Wuhan
Pour les articles homonymes, voir Église Saint-Alexandre-Nevski de Wuhan (homonymie).
L'église Saint-Alexandre-Nevski (en chinois : 阿列克桑德聂夫堂 ; en russe : Церковь Александра Невского / Cerkov' Aleksandra Nevskogo) est une église orthodoxe orientale à Wuhan, capitale de la province du Hubei, en centre de la République populaire de Chine.

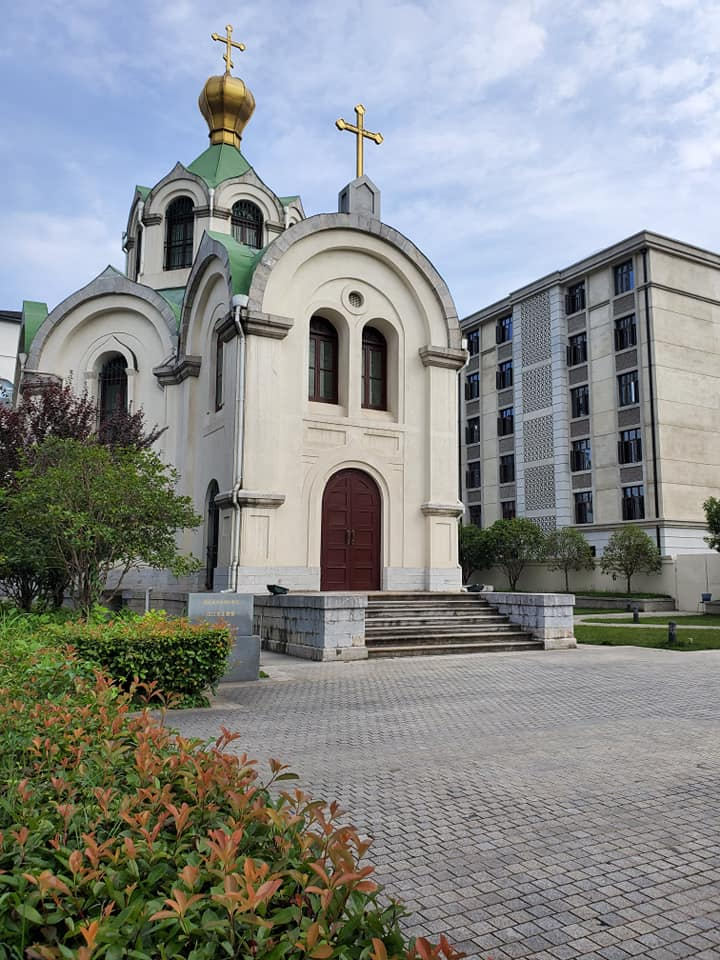
L'église de nos jours.